# Akira Raijin
Akira Raijin (nascido em 17 de julho de 1978) é um lutador de wrestling profissional japonês, conhecido por atuar como Akira na All Japan Pro Wrestling. Atualmente trabalha para a promoção Total Nonstop Action Wrestling dos Estados Unidos da América, sobre o ring name de Kiyoshi.

## No wrestling
- Finishers e ataques secundários
  - Como Akira Raijin / Kiyoshi
    - Lightning Flash
    - Moonsault
    - Raijin Buster
    - Belly to belly suplex
    - Hammerlock DDT
    - Mongolian chop
    - Sliding clothesline
    - Straight jacket neckbreaker
    - Wrist-clutch e falling backward

  - Como Kawabata
    - Crossface
    - Diving headbutt
    - Kurt Cobain
    - Standing ou um running STO